# Écho (mythologie)
Pour les articles homonymes, voir Écho.

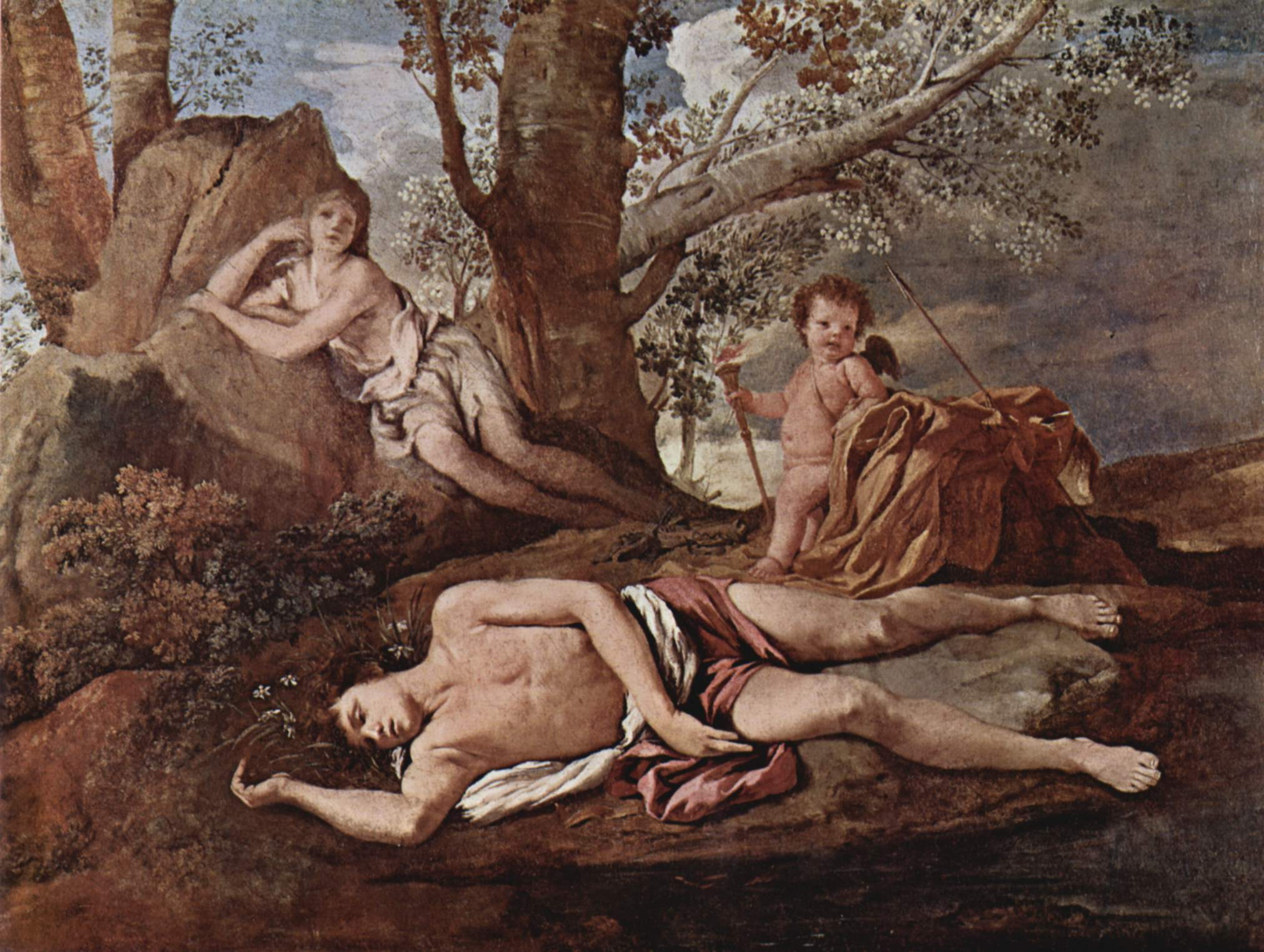
Écho et Narcisse par Nicolas Poussin (v. 1630).

Dans la mythologie grecque, Écho était une oréade, une nymphe des montagnes, qui vivait sur le mont Cithèron en Béotie, élevée par les nymphes et instruite par les Muses. Pour avoir aidé Zeus à tromper la jalousie d'Héra, sa femme, elle encourut la colère de celle-ci et fut condamnée à ne plus pouvoir parler, sauf pour répéter les derniers mots qu'elle avait entendus. Tombée amoureuse de Narcisse mais incapable de lui faire part de ses sentiments, elle mourut de chagrin. Le mythe, connu principalement dans l'Antiquité par la version du poète latin Ovide, donne lieu à une postérité abondante. Écho serait peut-être la fille d'Ouranos. 
Elle est la personnification du phénomène acoustique auquel elle a donné son nom : l'écho.

## Le Mythe

### LesMétamorphosesd'Ovide
Ovide dans ses Métamorphoses décrit en détail la jalousie de Junon (Hera) sans cesse trompée par son époux Jupiter (Zeus). Plusieurs fois sur le point de le prendre en faute, elle est distraite par Écho, qui l'entraîne dans d'interminables conversations. Quand elle comprend le rôle joué par Écho, Junon dans sa colère condamne la nymphe trop bavarde à perdre la parole : il lui sera seulement possible de répéter les derniers mots qu'elle vient d'entendre.
Quelque temps plus tard, Écho aperçoit un jeune homme, Narcisse, tandis qu'il chasse le daim avec ses compagnons. Elle tombe aussitôt amoureuse de lui, et entreprend de le suivre à distance. La beauté du jeune homme est telle que l'amour d'Écho grandit chaque fois qu'elle le regarde. De tout son cœur elle voudrait lui parler et lui avouer son amour, mais la terrible punition infligée par Junon l'en empêche. La partie de chasse se poursuit longtemps, et Narcisse est séparé de ses compagnons. Il appelle à l'aide : « y a-t-il quelqu'un ici ? » Et il entend la nymphe répéter ses paroles. Etonné, il répond : « viens vers moi », et la même voix lui répond les mêmes mots, mais personne ne sort de la forêt pour le rejoindre. Craignant que celui qui lui parle n'ait eu peur de lui, Narcisse lui crie : « viens vers moi, rejoignons-nous ! ». Écho, croyant qu'il partage son amour, répète en extase ses derniers mots : «rejoignons-nous » ; en même temps, elle court vers lui pour l'enlacer – mais Narcisse, consterné, la repousse brutalement : « plutôt mourir que de te laisser toucher mon corps ! ». Humiliée, méprisée, la pauvre Écho se retire en pleurant – et en murmurant les derniers mots de son aimé : « toucher mon corps ».
Écho ne ressent pas de colère, au contraire elle aime encore plus le beau Narcisse. Elle continue à le suivre de loin, sans se montrer. Elle l'observe tandis qu'il se penche sur l'eau immobile, fasciné par la perfection de ses propres traits. Et quand, après s'être contemplé une dernière fois, il meurt en disant :  « ô merveilleux jeune homme, je t'ai aimé en vain, adieu ! », elle répète après lui « Adieu ! ». Une fois Narcisse mort, consumé par un amour impossible, Écho le veille en pleurant.
Bientôt Écho est prise à son tour d'une langueur fatale. Sa beauté se fane, sa peau se dessèche et ses os se changent en cendres. Aujourd'hui, sa voix est tout ce qu'il reste de la pauvre nymphe Écho.

### Daphnis et Chloé
La pastorale Daphnis et Chloé fut écrite au IIe siècle de notre ère par le Grec Longus. Les deux amoureux regardent les navires passer sur la rivière. Chloé n'a jamais entendu d'écho et elle est surprise d'entendre le chant d'un pêcheur résonner dans la vallée. Daphnis lui promet de lui raconter l'histoire de la nymphe Écho en échange de dix baisers. La version de Daphnis diffère considérablement de celle d'Ovide. Écho, fille d'une nymphe et d'un homme, n'est pas une nymphe mais une mortelle. Ses demi-sœurs les nymphes lui enseignent la danse et les muses lui apprennent le chant ainsi que la musique. Mais le dieu Pan est jaloux de ses dons musicaux et il convoite sa virginité, qu'Écho a juré de conserver. Pris de colère, il frappe de folie (« pan-ique ») les laboureurs, qui se jettent sur Écho, la déchirent et la démembrent ainsi que des bêtes sauvages avant d'éparpiller les morceaux de son corps encore chantant à travers la terre.
Émue par le sort de la malheureuse nymphe, Gaïa cache sur elle ses restes, afin que sa musique ne meure pas, et quand les muses l'ordonnent, le corps d'Écho se remet à chanter, reproduisant à la perfection n'importe quel bruit terrestre. À en croire Daphnis, il arrive que le dieu Pan lui-même entende résonner les airs de sa flûte ; alors, à travers les montagnes, il recherche cet imitateur secret qui toujours se dérobe à lui.

### Autres sources antiques
On retrouve dans les hymnes homériques et orphiques le dieu Pan parcourant les montagnes à la recherche de la voix secrète d'Écho, et dans la plupart des sources Écho refuse de se donner à Pan. Toutefois, L'âne d'or d'Apulée nous montre Pan tenant la déesse dans ses bras et lui apprenant des chants. De même, la Souda, encyclopédie grecque de la fin du Xe siècle affirme qu'Écho et Pan conçurent ensemble un enfant, Lynx. D'autres fragments évoquent un deuxième enfant, Iambé.

## Postérité après l'Antiquité
Vers la fin du XIIe siècle, un auteur anonyme compose en vers français le Lai de Narcisse (également connu sous divers autres titres), qui nous est parvenu par quatre manuscrits. Le poème relate une version du mythe d'Écho et de Narcisse inspirée librement par celle d'Ovide.
Une version de l'histoire d'Écho et de Narcisse apparaît dans Le Roman de la Rose de Guillaume de Lorris. Dans cette version, Écho n'est ni une nymphe ni une bergère, mais une noble dame qui tombe follement amoureuse de Narcisse et que ce dernier refuse par orgueil. Écho en conçoit chagrin et colère au point d'en mourir, mais avant de rendre l'âme elle prie Dieu en lui demandant que Narcisse souffre à son tour d'un amour non réciproque, afin de comprendre quelles souffrances peut causer un amour malheureux. Le récit se termine par un avertissement moral adressé aux femmes qui repoussent trop leurs soupirants.
On rencontre Écho avec Narcisse dans le théâtre du Siècle d'or espagnol (Calderón, Eco y Narciso ; Sor Juana Ines de la Cruz, El Divino Narciso). Le dialogue avec l'écho devient à la Renaissance un véritable genre poétique, illustré dans les pastorales dramatiques, dans la poésie lyrique, dans l'opéra. Les poètes (Pétrarque, Villon ("Écho parlant quand bruit on mène, dessus rivière ou sur étang", La ballade des dames du temps jadis, v. 5-7), Ronsard, Du Bellay, Hugo, Pouchkine, Léon Cathlin…) utilisent volontiers la figure de la nymphe Écho ou le phénomène de l'écho pour désigner la voix et l'activité poétiques.

### Galerie

Galerie
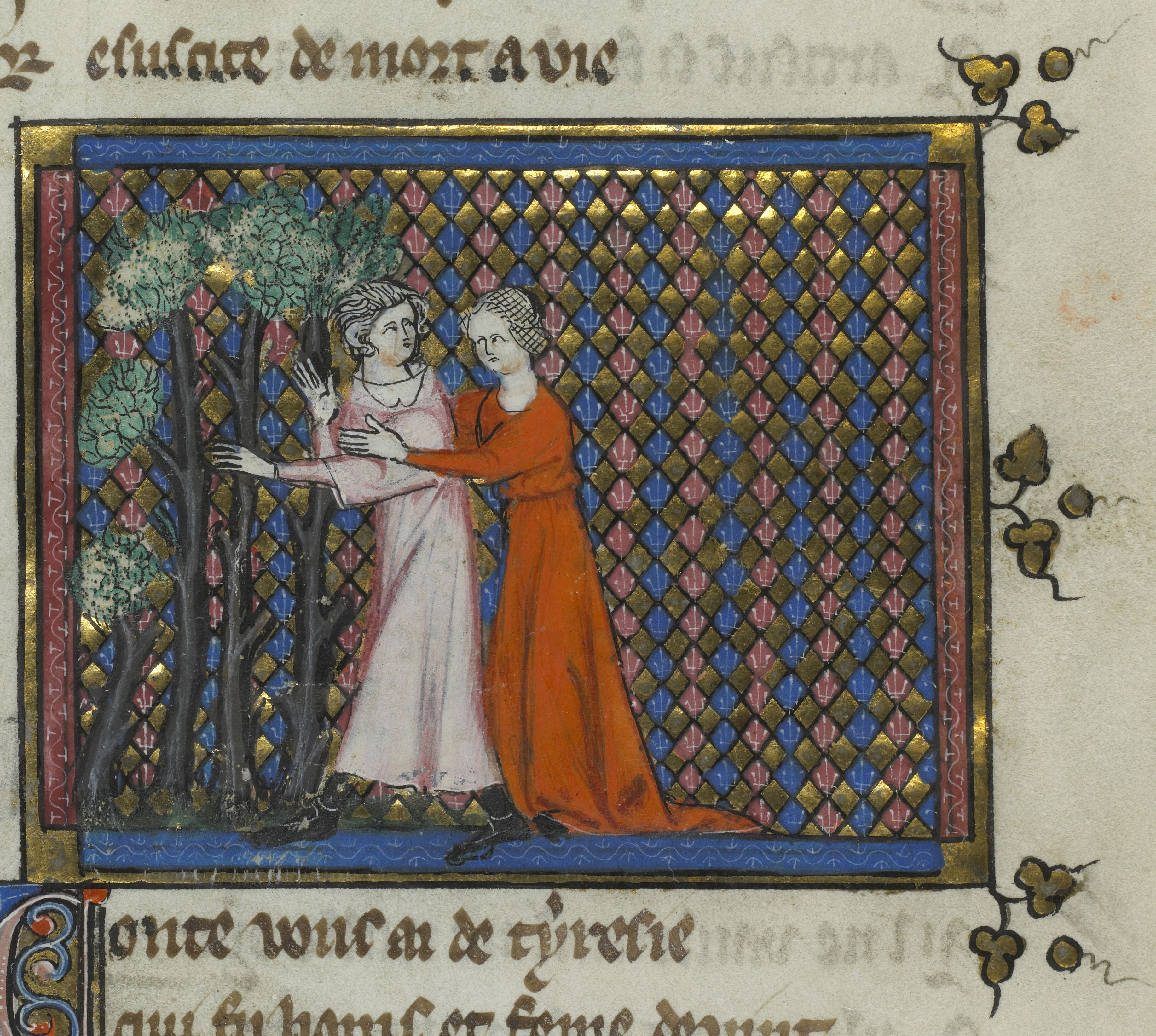
Illustration d'un manuscrit de L'Ovide moralisé, Narcisse et Écho, ca. 1325.
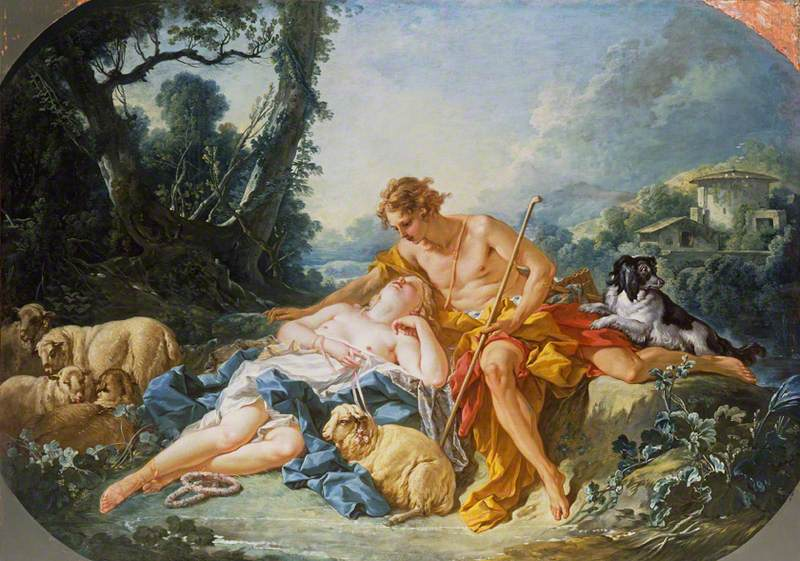
François Boucher, Daphnis raconte à Chloé la légende d'Écho, 1743.
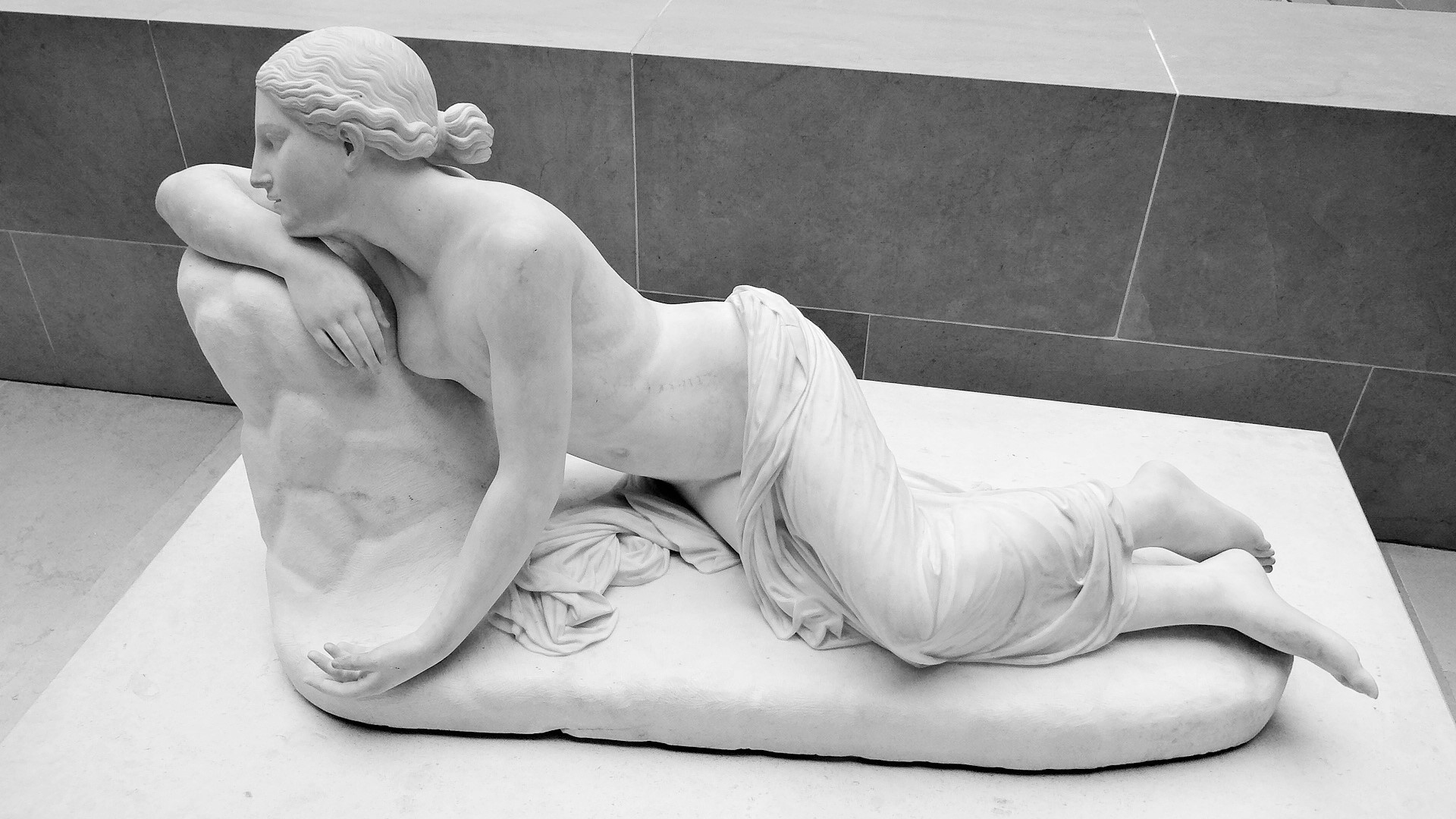
Paul Le Moyne, La nymphe Écho, 1821.
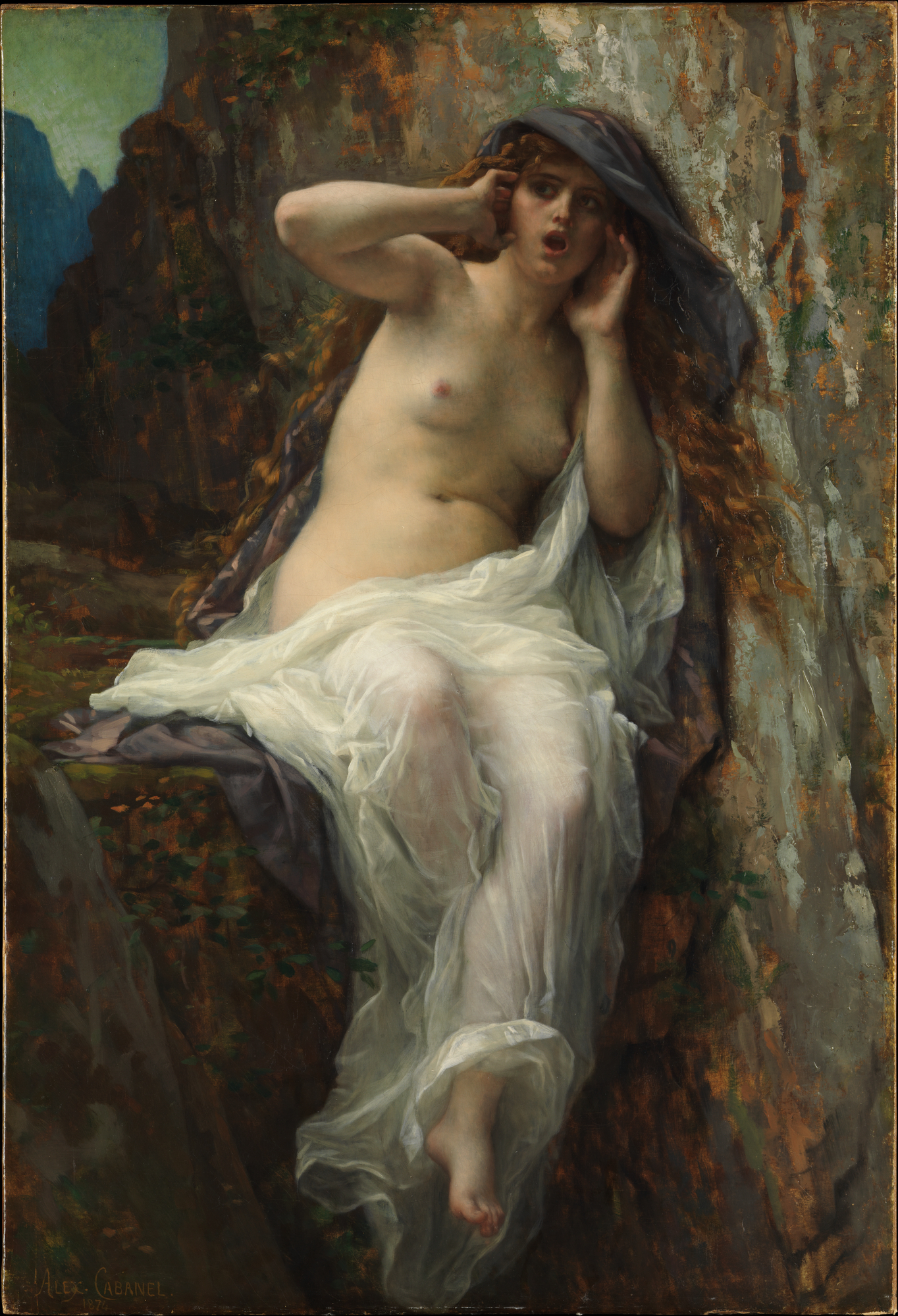
Alexandre Cabanel, Écho, 1874.
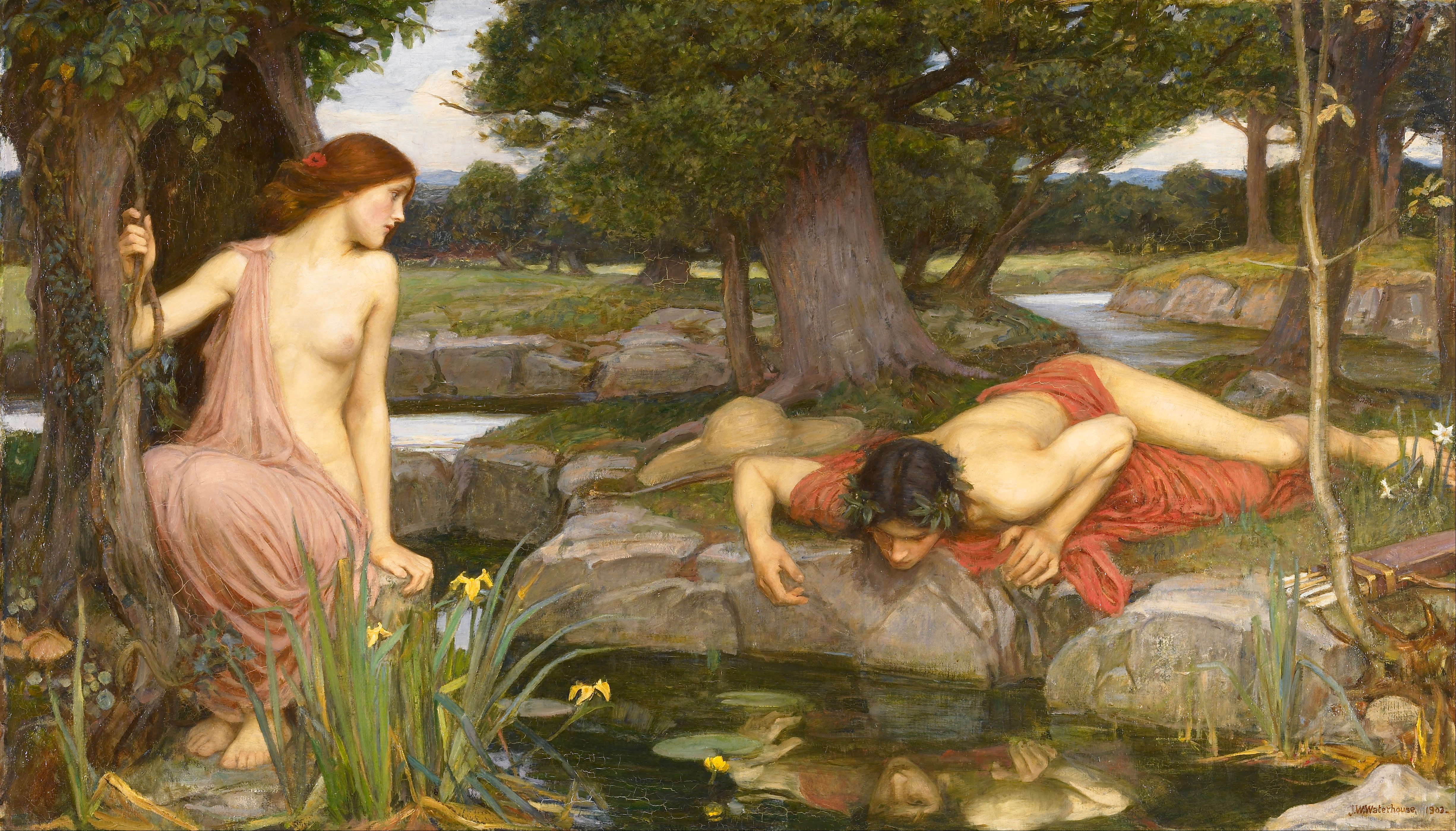
John William Waterhouse, Écho et Narcisse, 1903.

#### Sources antiques
- Longus, Daphnis et Chloé (III, 21-23).
- Nonnos de Panopolis, Dionysiaques [détail des éditions] [lire en ligne] (IV, 327).
- Ovide, Métamorphoses [détail des éditions] [lire en ligne] (III, 356 et suiv.).
- Pausanias, Description de la Grèce [détail des éditions] [lire en ligne] (IX, 31).

#### Études savantes
- (en) Elbridge Colby, The Echo-Device in the Literature, New York Public Library, 1920.
- (en) John Hollander, The Figure of Echo. A Mode of allusion in Milton and after, University of Columbia Press, 1981.
- (en) Joseph Lœwenstein, Responsive readings: versions of Echo in pastoral, epic, and the Jonsonian masque, Yale University Press, 1984.
- Véronique Gély-Ghedira, La Nostalgie du moi : Écho dans la littérature européenne, Presses Universitaires de France, 2000.